# Socket 479
 (octobre 2008).
Le Socket 479, ou mPGA479M, est un socket pour le microprocesseur Intel Pentium M, un processeur destiné aux ordinateurs portables, ainsi que le processeur Pentium III Tualatin-M.
Le socket M, ou mPGA478MT, diffère très peu de ce socket.
C'est une matrice de 26 x 26, de laquelle a été enlevée une matrice 14 x 14 au centre, ainsi qu'un trou dans un coin. (26 x 26) - (14 x 14) - 1 = 479 trous.